# Bayerovi objekti
Bayerovi objekti odnosno Bayerovo označavanje je vrsta označavanja zvijezda kojom se zvijezdu označi grčkim slovom iza kojeg dolazi genitiv latinskog imena njena matična zviježđa. Izvorni popis Bayerovih oznaka sadrži 1564 zvijezde.
Ime nosi po njemačkom astronomu Johannu Bayeru.